# Euroflics
Ne doit pas être confondu avec Europol.
Euroflics (Eurocops) est une série télévisée allemande en 70 épisodes de 60 minutes créée par Heiner Lauterbach et diffusée du 6 novembre 1988 à 1993 sur ZDF en Allemagne et Antenne 2 en France.

## Synopsis
La série relate les enquêtes d'inspecteurs ou de commissaires dans plusieurs pays européens (Allemagne, Autriche, Suisse, France, Royaume-Uni, Italie et Espagne). Ainsi, sont montrées les différentes méthodes qu'utilise chaque pays pour mener à bien ses enquêtes criminelles.

## Distribution
Allemagne :
- Heiner Lauterbach : Commissaire Thomas Dorn (1988-1993)

Autriche :
- Bernd Jeschek : Commissaire Peter Brucker (1988-1993)
- Bigi Fisher: Inspecteur Bigi Herzog (1988-1993)
- Hermann Schmid: Inspecteur Nurmeier (1988-1992)

Suisse :
- Alexander Radszun : Commissaires Christian Merian (1988-1992)
- Stefan Gubser : Commissaire Miguel Bernauer (1989-1992)

France :
- Patrick Raynal : Commissaire Nicolas Villars (1989-1991)
- Bertrand Lacy : Commissaire Luc Rousseau (1989-1991)

Royaume-Uni :
- John Benfield : Commissaire George Jackson (1988-1993)

Italie :
- Diego Abatantuono : Commissaire Bruno Corso (1988/1990-1992)

Espagne :
- Álvaro de Luna : Commissaire Andrés Crespo (1989-1990/1992)
- Fernando Guillén: Velasco (1989-1990/1992)

## Fiche technique
- Créateur : Heiner Lauterbach

## Épisodes
- Allemagne : 15 épisodes.
- Autriche : 14 épisodes.
- Suisse : 13 épisodes.
- Italie : 11 épisodes.
- France : 8 épisodes.
- Espagne : 5 épisodes.
- Royaume-Uni : 3 épisodes.